# Gestionnaire de téléchargement

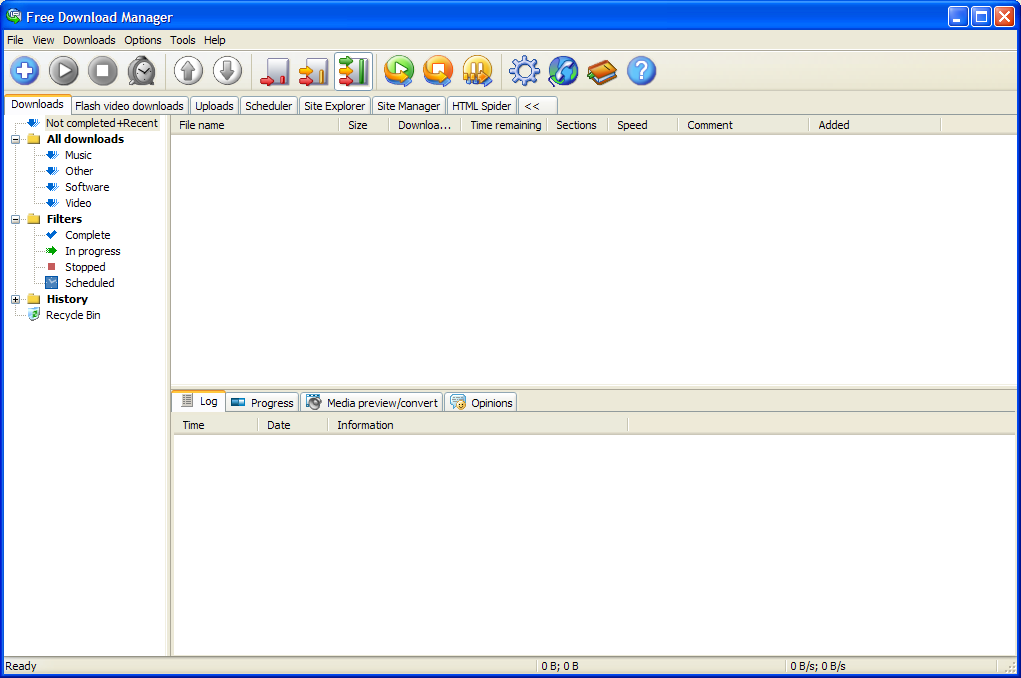
Copie d'écran du gestionnaire de téléchargement gratuit Free Download Manager v2.5.723

Un gestionnaire de téléchargement est un logiciel utilitaire ou un plugin pour un navigateur web qui permet de télécharger des fichiers depuis un site web (ou un site FTP) de manière souvent plus efficace et pratique qu'avec un navigateur.
Il peut être spécialisé pour un type de protocole de téléchargement, ou au contraire gérer de nombreux protocoles.

## Fonctionnalités
La plupart offre également les fonctionnalités suivantes : 
- Reprise du téléchargement là où il avait été interrompu, par exemple en cas de coupure de courant électrique, de connexion internet, ou de mise en pause
- Recherche parmi une liste de « miroirs » du site le plus rapide, et changement éventuellement pendant le transfert de fichier pour accélérer la vitesse des téléchargements.
- Téléchargement simultané (multi-threading) de plusieurs morceaux d'un fichier puis reconstitution de l'ensemble ensuite, ce peut permettre d'accélérer les téléchargements si le site web hébergeur impose une limite de débit par fichier. Cette fonction simule des téléchargements par plusieurs utilisateurs afin de contourner la limitation.
- Automatisation de l'analyse des fichiers téléchargés par le  logiciel antivirus externe de l'ordinateur (nécessite un paramétrage)
- Tri automatique des fichiers afin de les enregistrer dans des dossiers en fonction de leur extension de nom de fichier (ex: images, vidéos, musiques : mp3, etc)
- Limitation de la quantité bande passante utilisée lors d'un téléchargement, ceci ralentissant le téléchargement mais permettant de continuer à naviguer sur le web sans être gêné par les petits ralentissements (latences) occasionnés par certains téléchargements

## Logiciels
(février 2014).

### Généralistes (gratuits)
- Aria (Linux)
- Downloader for X[1] (Linux Licence BSD)
- DownZemAll![2] (LGPL)
- FlashGet
- Folx
- Free Download Manager (FDM)
- Fresh Download[3]
- gDownloader[4] (Java)
- JDownload[5]
- Kdown[6] (Linux KDE)
- KGet (Linux KDE GPL)
- LeechGet (pt) (projet plus maintenu)
- MMSRip
- Motrix, logiciel libre qui fonctionne sous Linux, macOS et Windows, et qui permet de télécharger des fichiers via HTTP/FTP, BitTorrent (y compris via les liens magnet).
- NetVampire
- NeoLoader[7]
- Orbit Downloader
- Pyload[8]
- ProZilla[9] (Linux)
- TrueDownloader[10] (GPL)
- WackGet (GPL, basé sur GNU Wget)
- GNU Wget
- yt-dlp[11] successeur de Youtube-dl (logiciel inactif)

### Généralistes (payants)
- GetRight
- GetSmart
- Go!Zilla (en) Download Manager
- Internet Download Manager
- J-Doc V4
- Lightning Download
- Mass Downloader
- Net Transport
- Rapidown
- ReGet
- SpeedDownload (pour MAC)
- Stardownloader
- Download Accelerator Plus (DAP)
- Download Express

### Spécialisés
Logiciels spécialisés dans le téléchargement de fichiers depuis des sites d'hébergement de fichiers :
- FreeRapid Downloader (FRD)
- JDownloader
- Ant Download Manager (en Français) :Prise en charge des plus populaires débrideurs (alldebrid.com, accio-debrid.com, cocoleech.com, debrid-link.fr, ffdownloader.com, linksnappy.com, mega-debrid.eu, real-debrid.com, premium.rpnet.biz, simply-debrid.com, etc.) et la fonction standard Téléchargement multi-thread
- Mipony
- CryptLoad (en)
- NeoDownloader[7]
- Pyload
- Tucan Manager (pt)

Dédié à Wikipédia :
- Kiwix

## Tableau comparatif de gestionnaires de téléchargement
- en:Comparison of download managers